# Clarias salae
Clarias salae és una espècie de peix de la família dels clàrids i de l'ordre dels siluriformes.

## Morfologia
Els mascles poden assolir els 50,8 cm de llargària total.

## Distribució geogràfica
Es troba des de Guinea a Costa d'Ivori.